# 巴鲁瓦地区利勒
巴鲁瓦地区利勒（法語：Lisle-en-Barrois，法語發音：[lil ɑ̃ baʁwa]）是法国默兹省的一个市镇，属于巴勒迪克区。

## 地理
巴鲁瓦地区利勒（48°53'47"N, 5°7'34"E）面积28.94 平方千米，位于法国大東部大區默兹省，该省份为法国西北部内陆省份，北与比利时接壤，西接马恩省和阿登省，南至上马恩省和孚日省，东临默尔特-摩泽尔省。
与巴鲁瓦地区利勒接壤的市镇（或旧市镇、城区）包括：阿戈讷地区贝尔瓦勒、莱沙尔蒙图瓦、莱欧德谢、拉埃库尔、卢皮堡、朗贝库尔-索迈讷、索梅耶、阿戈讷地区瑟伊、沃布库尔、维洛特德旺卢皮。

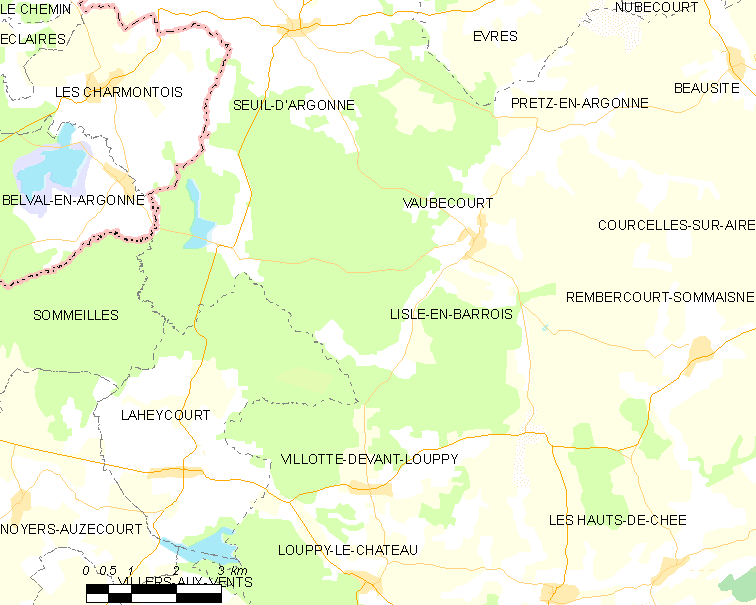
巴鲁瓦地区利勒的OSM定位图

巴鲁瓦地区利勒的时区为UTC+01:00、UTC+02:00（夏令时）。

## 行政
巴鲁瓦地区利勒的邮政编码为55250，INSEE市镇编码为55295。

## 政治
巴鲁瓦地区利勒所属的省级选区为奥尔南河畔勒维尼县。

## 人口

1962-2008年间巴鲁瓦地区利勒人口变化图示

巴鲁瓦地区利勒于2022年1月1日时的人口数量为28人。